# Cimitero di Merna
Il cimitero comunale di Merna (in sloveno Občinsko pokopališče v Mirnu) è un piccolo cimitero nella località di Merna (Miren), frazione e sede comunale del comune di Merna-Castagnevizza (Miren-Kostanjevica) sul confine con l'Italia che si trova vicinissima a Gorizia. Il cimitero è noto per esser stato diviso dal 1947 al 1976 tra Italia e Jugoslavia.

## Storia

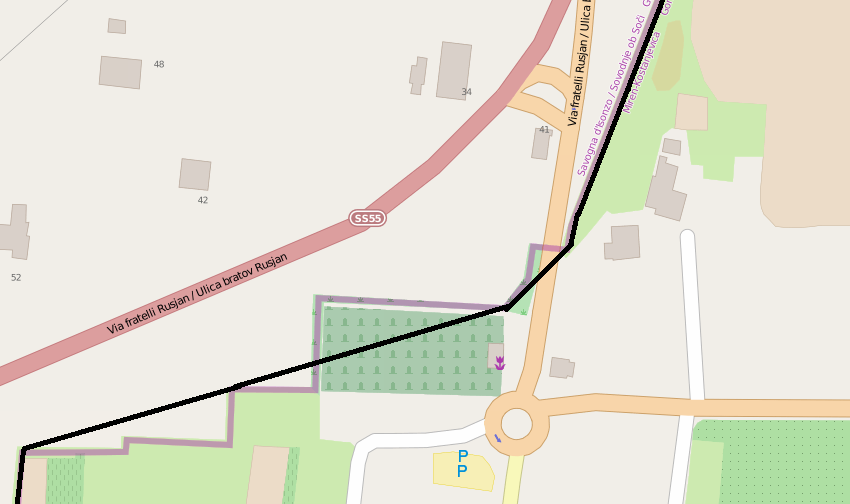
Il cimitero di Merna con sovrapposto il confine di stato 1947-1977 (in nero) e quello odierno.

Inaugurato intorno al 1820 come nuovo cimitero del paese di Merna, durante la prima guerra mondiale si trovò ad essere vicinissimo al fronte, soprattutto durante le battaglie dell'Isonzo per la conquista italiana di Gorizia.
Dal 1921 al 1947 il cimitero fece parte dell'Italia, ma nel 1943 fu occupato dai nazisti che lo inclusero nella Zona d'operazioni del Litorale adriatico, e nel 1945 dalle forze jugoslave, e rimase sotto queste ultime, a differenza della vicina Gorizia sotto occupazione alleata.

Nel 1947 con il trattato di Parigi il confine definitivo tra Italia e Jugoslavia attraversò il cimitero dato che si trovava tra le quote 54 e 49 indicate nel settimo comma dell'articolo 3 del trattato di pace:
In seguito a questa decisione all'interno del cimitero vennero messi i cippi confinari, oltre a filo spinato e una rete metallica.
Con il trattato di Osimo firmato  tra Italia e Jugoslavia nel 1975 ed entrato in vigore nel 1977 venne decisa una modifica razionale del confine di stato facendolo passare sul lato nord e ovest, non tagliandolo più a metà.

Nel 2004, a seguito dell'ingresso della Slovenia nell'Unione europea è stato smantellato tutto il filo spinato che circondava il cimitero e il paese di Merna. 
Nel 2012 all'interno del cimitero è stato inaugurato un piccolo museo che racconta il periodo in cui fu diviso tra due stati: il museo si chiama "Spomni se name" (Ricordati di me) e fa parte del circuito dei musei del Goriziano sloveno.